# Дипика Падуконе
Дипика Падуконе (на английски: Deepika Padukone, деванагари: दीपिका पदुकोने, на конкани: ದೀಪಿಕಾ ಪಡುಕೋಣೆ) е популярна индийска актриса и манекенка.

## Биография
Дипика се ражда в Копенхаген, Дания, в католическото семейство на Уджала и Пракаш Падуконе от Мангалуру. Родният език на Дипика е конкани. Нейният е баща е много известен индийски бадминтон състезател, а майка ѝ е туристически агент. Има по-малка сестра на име Аниша.
Дипика дебютира в индийското кино с филма Aishwarya. През 2007 г. участва в първия си боливудски филм – Om Shanti Om, където си партнира с Шах Рук Хан.

## Филмография
| Година | Филм                                      | Роля                     |
| ------ | ----------------------------------------- | ------------------------ |
| 2006   | Aishwarya                                 | Айшвария                 |
| 2007   | Когато един живот малко                   | Шантиприя/Сандия (Санди) |
| 2008   | Пазете се от красота!                     | Гайатри                  |
| 2008   | Chandni Chowk To China                    | Малани                   |
| 2013   | Ченнайски експресс                        | Миналочни                |
| 2013   | Yeh jaawani hai deewani                   | Нейна Тивар              |
| 2013   | Легенда                                   | Принцеса Вадхана         |
| 2013   | Ram – Leela love and bullets              | Лила                     |
| 2014   | Честита Нова Година                       | Мохини Джош              |
| 2015   | Баджирао и Мастани                        | Мастани                  |
| 2017   | Трите хикса: Завръщането на Ксандер Кейдж | Серена Ундер             |
| 2018   | Падмават(и)                               | Рани (Кралица) Падмавати |